# Les Pous
Les Pous o es Pous és un indret del terme municipal de la Torre de Cabdella, dins del seu terme primigeni, al Pallars Jussà.
Està situat a l'est-sud-est del poble de Cabdella, en el vessant nord-occidental de la Serra de la Mainera, l'esquerra del Flamisell.